# ALICE-experimentet
| Large Hadron Collider                           | Large Hadron Collider                                                |
| ----------------------------------------------- | -------------------------------------------------------------------- |
| Acceleratorkedjan i Large Hadron Collider (LHC) |                                                                      |
| LHC-experiment                                  |                                                                      |
| ATLAS                                           | A Toroidal LHC ApparatuS                                             |
| CMS                                             | Compact Muon Solenoid                                                |
| LHCb                                            | LHC-beauty                                                           |
| ALICE                                           | A Large Ion Collider Experiment                                      |
| TOTEM                                           | Total Cross Section, Elastic Scattering and Diffraction Dissociation |
| LHCf                                            | LHC-forward                                                          |
| LHC:s föracceleratorer                          |                                                                      |
| p och Pb                                        | Linjära acceleratorer för protoner (Linac4) och bly (Linac 3)        |
| (omarkerad)                                     | Proton Synchrotron Booster                                           |
| PS                                              | Proton Synchrotron                                                   |
| SPS                                             | Super Proton Synchrotron                                             |

ALICE (eng. A Large Ion Collider Experiment - sv. Ett stort jonkollisionsexperiment) är ett av delexperimenten av partikelacceleratorn Large Hadron Collider (LHC) vid CERN på gränsen mellan Frankrike och Schweiz. Huvuduppgiften för ALICE är att undersöka högenergikollisioner mellan joner. Forskare förväntar sig att som resultat av stark växelverkan i atomkärnorna se ett nytt aggregationstillstånd kallat kvark-gluonplasma. 

## Bakgrund
I ALICE-experimentet samarbetar mer än 1800 fysiker, ingenjörer och tekniker från 41 olika länder. Idén om att bygga ALICE kom upp på ett möte angående LHC (Large Hadron Collider) i mars 1992. ALICE-experimentet började planeras redan ett år efter mötet, år 1993. Experimentet är designat för att kunna detektera vilka partiklar som produceras i en kollision mellan joner. Detta sker på ett mycket komplicerat sätt med hjälp av många olika detektorer. November 2009 detekterades den första protonkollisionen i ALICE och november 2010 detekterades den första Pb-Pb-kollisionen. Anledningen till att experimentet finns är för att få reda på hur olika partiklar betedde sig precis efter Big Bang. 
ALICE väger omkring 10 000 ton och är 26 m lång, 16 m hög och 16 m bred. Jämför detta med Eiffeltornet som är 324 m högt och väger, precis som ALICE, omkring 10 000 ton. Experimentet befinner sig 56 m under jord i St Genis-Pouilly i Frankrike, som ligger precis vid gränsen till Schweiz.

## Kollisioner
Utöver de ordinära kollisionerna som LHC-detektorerna vanligtvis studerar, nämligen kollisioner mellan två högenergetiska protoner, är ALICE-detektorn även uppbyggd för att i första hand undersöka kollisioner mellan två blyjoner. Dessa kollisioner kallas för Pb-Pb-kollisioner. Det är även möjligt att studera kollisioner mellan en blyjon och en proton (p-Pb), två argonjoner (Ar-Ar), samt en argonjon och en proton (p-Ar). 
Vardera nukleon i de kolliderande jonerna kan ha en energi på cirka 5,5 TeV. Om en kvark skulle ha storleken av en tennisboll, skulle hela protonen eller neutronens storlek vara i närheten av en kilometer. Detta betyder att sannolikheten för att en kollision mellan två kvarkar i två kolliderande protoner är mycket liten, även om antalet kollisioner per sekund i LHC tas i beaktande. Det är istället kollisionen mellan gluonerna i nukleonen som studeras, eftersom dessa förekommer i högre utsträckning. I en nukleon är det endast ungefär 1 % av massan som byggs upp av de tre kvarkarna som finns; den resterande energin finns som bindningsenergi hos gluonerna. Det är av dessa två anledningar som kollisionen mellan gluonerna i två nukleoner studeras i ALICE-experimentet, eftersom gluonerna kolliderar med en relativt stor sannolikhet, samt innehaver den absoluta majoriteten av energin hos nukleonerna. Denna kollision mellan gluonerna ger upphov till ett tillstånd hos materian, kvark-gluonplasma, som studeras i detalj av detektorerna på ALICE-experimentet.

## Kvark-gluonplasma
Vid kollision mellan jonerna i ALICE-experimentet kommer ett stort antal nya partiklar att bildas av den energi som jonerna hade innan kollisionen. På grund av att denna stora mängd energi koncentreras inom ett mycket litet område, stiger temperaturen till mer än {\displaystyle T=2\ 000\ 000\ 000\ 000\ K=2*10^{12}\ K=2\ TK}. Denna temperatur har hittills inte observerats vårt universum, men har teoretiserats att ha varit den rådande temperaturen under den första miljondels sekunden efter Big Bang. Vid denna energitäthet och temperatur kommer kvarkarna och gluonerna att ingå i ett kvark-gluonplasma. Detta är analogt vid hur elektroner avlägsnar sig från den neutrala atomen för att bilda fria elektroner och protoner i ett plasma vid tillräckligt höga temperaturer, exempelvis i solen. I ett kvark-gluonplasma är kvarkarna inte sammanbundna till varandra med gluoner på det sätt som beskrivs av confinement, utan intar istället stadiet som kvarkmateria gjorde precis efter universum bildades. Approximativt {\displaystyle t=10^{-23}\ s}efter Pb-Pb-kollisionen har denna vätskeliknande materia, på grund av det inre trycket, expanderat och kylts ner till en temperatur på {\displaystyle T=1\ TK}. Vid denna temperatur kommer kvarkarna och gluonerna att återförenas till hadroner, och tusentals nya partiklar kommer att ha bildats; såväl från kvark-gluonplasmats expansion som från hadronernas återbildning. ALICE använder sedan att antal subdetektorer för att undersöka dessa partiklar som har bildats av kollisionen.

## Detektorer
Följande detektorer används av ALICE-experimentet för att studera kvark-gluonplasmat:
- ITS (Inner Tracking System)
- FMD (Forward Multiplicity Detector)
- T0
- V0
- TPC (Time Projection Chamber)
- TRD (Transition Radiation Detector)
- TOF (Time of Flight Detector)
- HMPID (High Momentum Particle Identification Detector)
- EMCAL (Electromagnetic Calorimeter)
- PHOS (Photon Spectrometer)
- CPV (Charged Particle Veto)
- ACORDE (ALICE Cosmic Ray Detector)
- MUON TRACKING
- MUON WALL
- MUON TRIGGER
- PMD (Photon Multiplicity Detector)
- ZDC (Zero Degree Calorimeters)